# Hans Bodensteiner
Hans Bodensteiner (* 18. November 1912 in Rückersrieth; † 8. April 1995 in Unkel) war ein deutscher Politiker (CSU, ab 1952 GVP).
Bodensteiner studierte Rechts- und Staatswissenschaften und war anschließend Soldat im Zweiten Weltkrieg. Von 1946 bis zum 24. Oktober 1949 war er Landrat im Landkreis Neustadt an der Waldnaab. 1949 wurde er für die CSU im Wahlkreis Tirschenreuth in den Deutschen Bundestag gewählt. Im November 1952 gehörte er mit Gustav Heinemann, Helene Wessel, Thea Arnold, Adolf Scheu, Robert Scholl, Diether Posser und Ludwig Stummel zu den Mitbegründern der Gesamtdeutschen Volkspartei (GVP), deren Bundesgeschäftsführer er wurde. Er strebte Kontakte zur Ost-CDU an und wurde deshalb von der Leipziger Theologin Friederun Fessen (* 1930) im Auftrage von Gerald Götting aufgesucht, um diesbezüglich zu sondieren.
Nach dem Misserfolg bei der Bundestagswahl 1953, als die GVP an der Fünf-Prozent-Hürde scheiterte, verließ Bodensteiner die Partei wieder und zog sich aus der Politik zurück.